# Victoria Maria Rehm
Victoria Maria Rehm (* 1992 in München) ist eine deutsche Schauspielerin.

## Werdegang
Rehm absolvierte von 2011 bis 2014 eine Schauspielausbildung an der München Film Akademie. Seit ihrem Abschluss ist sie freiberuflich als Schauspielerin tätig. Zudem arbeitete Rehm als Regieassistentin für die Produktion Die Physiker am Theater an der Ruhr, sowie in der Koproduktion des Theaters an der Parkaue und der Hochschule für Schauspielkunst Ernst Busch für das Stück Corpus Delicti.
Gemeinsam mit ihrem Bruder dreht sie eigene Projekte und schreibt Drehbücher. Der Kurzfilm Pia,no zählte zur offiziellen Auswahl auf dem Los Angeles Cinefest, dem Hong Kong Arthouse Film Festival und dem Roma Cinema DOC.
2015 spielte Rehm die Fotoverkäuferin in der ZDF-Krimiserie Wilsberg: Tod im Supermarkt (50. Jubiläumsfolge) unter der Regie von Martin Enlen.
Auf der Berlinale 2018 feierte der Dokumentarfilm Shut Up and Play The Piano von Philipp Jedicke seine Weltpremiere. Aus dem eingesendeten Castingvideo wurde ein Ausschnitt als Chilly Gonzales Double in den Film reingeschnitten.
Rehm lebt in Berlin.

## Filmografie
- 2015: Wilsberg: Tod im Supermarkt (Fernsehfilm)
- 2018: Shut Up and Play The Piano (Kinofilm)

## Theaterengagements
- 2012: Anatevka von Jerry Bock, Regie: Celino Bleiweiß, Kesselhaus München
- 2014: Der Herr der Fliegen von William Goldring, Regie: Holger Runge, Schlosstheater Moers
- 2015: Der kaukasische Kreidekreis[7] von Bertolt Brecht, Regie: Michael Steindl u. Eva Zitta, Theater Duisburg / Spieltrieb
- 2018: Der Schrei des Pfauen in der Nacht[8], Regie: Bernarda Horres, Junge Deutsche Oper Berlin